# Światło minionych dni
Światło minionych dni (tyt. oryg. The Light of Other Days) – powieść science fiction z 2000 roku napisana przez Arthura C. Clarke'a i Stephena Baxtera, która porusza tematykę rozwoju technologii tuneli czasoprzestrzennych oraz przekazywania informacji pomiędzy punktami w czasoprzestrzeni. W szczególności tunele czasoprzestrzenne stosowane są  do wglądu w przeszłość.